# Rubus polyadenus
Rubus polyadenus är en rosväxtart som beskrevs av Jules Cardot. Rubus polyadenus ingår i släktet rubusar, och familjen rosväxter. Inga underarter finns listade i Catalogue of Life.